# Bruno Parisi
Bruno Parisi (* 6. Juni 1884 in Taio; † 26. Januar 1957 in Roveré della Luna) war ein italienischer Zoologe und Museumsdirektor. Sein Forschungsschwerpunkt waren die Krebstiere (Crustacea). Von 1928 bis 1951 war er Direktor des Museo Civico di Storia Naturale di Milano.

## Leben
Als Student der Universität Innsbruck war Parisi 1904 an einer Revolte italienischer Studenten beteiligt, die eine italienischsprachige Universität in Triest forderten, das zu dieser Zeit unter österreichischer Herrschaft stand. Parisi wurde verhaftet, zu drei Monaten Gefängnis verurteilt und anschließend von allen österreichischen Universitäten verbannt. Daraufhin zog er nach Turin, wo er 1908 im Fach Naturwissenschaften graduierte. 1910 wurde er Mitarbeiter in der Zoologischen Abteilung des Museo Civico di Storia Naturale di Milano, wo er 1921 die Leitung übernahm. 1928 wurde er Nachfolger von Ettore Artini (1866–1928) als Museumsdirektor, ein Amt, das er bis zu seinem Ruhestand im Jahr 1951 innehatte. 
Parisi studierte eine große Sammlung japanischer Zehnfußkrebse (Decapoda), die das Museum von dem in Yokohama ansässigen britischen Geschäftsmann und Sammler naturhistorischer Objekte Alan Owston (1853–1915) erwarb. Er beschrieb 23 neue Zehnfußkrebstaxa in den zoologischen Mitteilungen I decapodi giapponesi del museo di Milano, die zwischen 1914 und 1919 im Museumsjournal veröffentlicht wurden. Weitere sieben von Parisi erstbeschriebene Taxa stammen aus dem Mittelmeer und anderen Regionen. 
Bei Luftangriffen alliierter Streitkräfte auf Mailand im August 1943 wurde das Museum schwer durch Brandbomben beschädigt, wobei ein wichtiger Teil der Sammlungen und der Bibliothek verlorenging. Parisis Büro wurde ebenfalls zerstört. Von einer Sammlung benthischer Zehnfußkrebse, die Parisi 1923–1924 auf einer Schiffsreise ins Rote Meer sammelte, blieben nur einige Gläser erhalten, ebenso wie eine kurze Mitteilung über die bei dieser Expedition entdeckten Fangschreckenkrebse, die 1940 veröffentlicht wurde. Nach dem Krieg widmete sich Parisi dem Wiederaufbau des Museums, bei dem er tatkräftig von seinem Nachfolger Edgardo Moltoni unterstützt wurde.

## Dedikationsnamen
1924 ehrte der italienische Zoologe Oscar de Beaux Parisi im Artepitheton der Parisis Schlitznasenfledermaus (Nycteris parisii). 1956 benannte der niederländische Zoologe Lipke Bijdeley Holthuis die madagassische Zehnfußkrebsgattung Parisia zu Ehren von Bruno Parisi.

## Belege
1. ↑  Parisi, Bruno, 1940. Gli Stomatopodi raccolti dal Prof. L. Sanzo nella Campagna idrografica nel Mar Rosso della R.N. Ammiraglio Magnaghi 1923–1924. – R. Comitato talassografico italiano, Memoria, 275: 17.

| Personendaten    | Personendaten                             |
| ---------------- | ----------------------------------------- |
| NAME             | Parisi, Bruno                             |
| KURZBESCHREIBUNG | italienischer Zoologe und Museumsdirektor |
| GEBURTSDATUM     | 6. Juni 1884                              |
| GEBURTSORT       | Taio, Italien                             |
| STERBEDATUM      | 26. Januar 1957                           |
| STERBEORT        | Roveré della Luna, Italien                |